# Țiriac Open 2025
Țiriac Open 2025 — тенісний турнір, що проходив на ґрунтових кортах у місті Бухарест (Румунія) з 31 березня по 6 квітня. Належав до категорії ATP 250.

## Фінальна частина

### Одиночний розряд
Флавіо Коболлі —  Себастьян Баес 6–4, 6–4

### Парний розряд
Марсель Гранольєрс /  Орасіо Себальйос —  Якоб Шнайттер /  Марк Вальнер 7–6(7–3), 6–4